# Appetite for Destruction
Appetite for Destruction je album skupiny Guns N' Roses. Bylo vydáno v roce 1987, přičemž několik měsíců po vydání zaznamenalo obrovský úspěch, dostalo se na první místo amerického žebříčku a celosvětově se prodalo přes 30 milionů kusů a organizace RIAA jej certifikovala jako diamantové.
Nejslavnější písně alba jsou „Welcome to the Jungle“, „Paradise City“ a „Sweet Child O' Mine“, které dobře charakterizují hudbu kapely a mnoho umělců jimi bylo ovlivněno a často se také objevují jejich coververze.
Ačkoliv je oficiálně za autory všech písní uváděno všech pět členů kapely, některé z nich byly napsány budoucími členy už před vznikem Guns N' Roses. Mezi ně patří „It's So Easy“ a „Nightrain“ (Duff McKagan), „Mr. Brownstone“, „Anything Goes“ a „Think About You“ (Izzy Stradlin). „Rocket Queen“ a „Paradise City“ byla nedokončená dema, která nahrávali Duff McKagan a Axl Rose a dokončena byla až po vzniku kapely.
Ostatní písně byly napsány jako reakce kapely na zhýralost losangeleského undergroundu („Welcome to the Jungle“), nebo byly námětem přítelkyně členů („Sweet Child O' Mine“ a „You're Crazy“).
Appetite for Destruction se řadí mezi nejprodávanější alba všech dob, jen ve Spojených státech bylo prodáno 18 milionů kopií. Rok po vydání ale dosáhl počet prodaných kopií jen 500 000, protože MTV odmítla hrát videoklipy Guns N' Roses kvůli obalu alba, který považovala za urážlivý. Kapela se rozhodla umístit původní obal dozadu a nahradit jej krucifixem, na kterém byly umístěny lebky členů. Axl Rose si tento motiv také nechal vytetovat na ruku. MTV ale neustoupila a stále odmítala hrát jejich videoklipy. David Geffen, prezident Geffen Records, prosil MTV, aby videoklipy hrála a ta nakonec souhlasila, že videoklip k „Welcome to the Jungle“ zahraje jednou, ve dvě hodiny ráno. Během 24 hodin se klip na MTV stal nejžádanějším.
Při nahrávaní nepoužíval Slash kytaru Gibson Les Paul, jak se obvykle uvádí, ale kvalitnější ručně vyráběnou kytaru, kterou rád používá při studiové práci, ale nekoncertuje s ní.
V roce 2001 vyhlásil časopis Q album jako číslo jedna na seznamu 50 Heaviest Albums Of All Time. V roce 2003 vyhlásila stanice VH1 album Appetite for Destruction jako 42. nejlepší album všech dob.

## Seznam písní
| Pořadí | Název                 | Hudba                               | Text                      | Délka |
| ------ | --------------------- | ----------------------------------- | ------------------------- | ----- |
| 1.     | Welcome to the Jungle | Slash, Rose                         | Axl Rose                  | 4:31  |
| 2.     | It's So Easy          | McKagan, Arkeen                     | Duff McKagan, West Arkeen | 3:21  |
| 3.     | Nightrain             | Izzy Stradlin, McKagan, Rose, Slash | McKagan, Rose             | 4:26  |
| 4.     | Out ta Get Me         | Slash, Rose, Stradli                | Rose, Stradlin            | 4:20  |
| 5.     | Mr. Brownstone        | Stradlin, Slash                     | Stradlin                  | 3:46  |
| 6.     | Paradise City         | McKagan, Slash, Rose, Stradlin      | Rose, McKagan             | 6:46  |
| 7.     | My Michelle           | Rose, Stradlin                      | Rose                      | 3:39  |
| 8.     | Think About You       | Stradlin                            | Stradlin                  | 3:50  |
| 9.     | Sweet Child o' Mine   | Rose, Slash, Stradlin, McKagan      | Rose                      | 5:55  |
| 10.    | You're Crazy          | Slash, Stradlin, Rose               | Rose, Stradlin            | 3:25  |
| 11.    | Anything Goes         | Stradlin, Rose, Chris Weber         | Stradlin, Rose            | 3:25  |
| 12.    | Rocket Queen          | Rose, Slash, Stradlin               | Rose                      | 6:13  |

## Singly
| Rok  | Píseň                 | Žebříček               | Umístění |
| ---- | --------------------- | ---------------------- | -------- |
| 1988 | Sweet Child O' Mine   | The Billboard Hot 100  | 1.       |
| 1988 | Welcome to the Jungle | The Billboard Hot 100  | 7.       |
| 1988 | Sweet Child O' Mine   | Mainstream Rock Tracks | 7.       |
| 1988 | Welcome to the Jungle | Mainstream Rock Tracks | 37.      |
| 1988 | Nightrain             | The Billboard Hot 100  | 93.      |
| 1989 | Paradise City         | The Billboard Hot 100  | 5.       |
| 1989 | Nightrain             | Mainstream Rock Tracks | 26.      |
| 1989 | Paradise City         | Mainstream Rock Tracks | 14.      |

## Sestava
- Axl Rose – zpěv, doprovodné vokály, syntezátor
- Slash - sólová, doprovodná a akustická kytara
- Izzy Stradlin – doprovodná kytara, doprovodné vokály, perkuse
- Duff McKagan – baskytara, doprovodné vokály
- Steven Adler – bicí